# ረ
Cette page contient des caractères éthiopiques. En cas de problème, consultez Aide:Unicode ou testez votre navigateur.
ረ (« rä ») est un caractère utilisé dans l'alphasyllabaire éthiopien comme symbole de base pour représenter les syllabes débutant par le son /r/.

## Usage
L'écriture éthiopienne est un alphasyllabaire ou chaque symbole correspond à une combinaison consonne + voyelle, organisé sur un symbole de base correspondant à la consonne et modifié par la voyelle. ረ correspond à la consonne « r » (ainsi qu'à la syllabe de base « rä »). Les différentes modifications du caractères sont les suivantes :
- ረ : « rä », [rɛ]
- ሩ : « ru », [ru]
- ሪ : « ri », [ri]
- ራ : « ra », [ra]
- ሬ : « ré », [rə]
- ር : « re », [rɨ]
- ሮ : « ro », [ro]
- ሯ : « rwa », [rwa]

ረ est le 6e symbole de base dans l'ordre traditionnel de l'alphasyllabaire.

## Historique

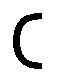
Caractère « r » de l'alphabet arabe méridional.

Le caractère ረ est dérivé du caractère correspondant de l'alphabet arabe méridional.

## Représentation informatique
- Dans la norme Unicode, les caractères sont représentés dans la table relative à l'éthiopien[1] :
  - ረ : U+1228, « syllabe éthiopienne rä »
  - ሩ : U+1229, « syllabe éthiopienne rou »
  - ሪ : U+122A, « syllabe éthiopienne ri »
  - ራ : U+122B, « syllabe éthiopienne ra »
  - ሬ : U+122C, « syllabe éthiopienne ré »
  - ር : U+122D, « syllabe éthiopienne re »
  - ሮ : U+122E, « syllabe éthiopienne ro »
  - ሯ : U+122F, « syllabe éthiopienne rwa »